# إعراب ثلاثين سورة من القرآن الكريم
إعراب ثلاثين سورة من القرآن الكريم، كتاب من تأليف إمام اللغة والأدب أبي عبد الله الحسين بن أحمد المعروف ب ابن خالويه النحوي، جمع فيه فوائد و فرائد لغوية، مع شرح أصول كل حرف، وذِكر غريب ما أشكل منه، وبيّن مصادره و تثنيته و جمعه.
كما يعرض أهم كتب إعراب القرآن الكريم في التراث العربي، ويعرض كذلك لأهم قضايا النحو والصرف والأصوات، وعرج مؤلفه على أوهام ابن خالويه مستدركا عليه، ومن هذه الأوهام ما تعلق بالإعراب، ومنها ما اتصل بالآيات القرآنية، ومنها ما ارتبط بالحديث الشريف.
استهل ابن خالويه الكتاب بقوله
| إعراب ثلاثين سورة من القرآن الكريم | بسم الله الرحمن الرحيم، وهو حسبي. قال أبو عبد الله بن أحمد بن خالويه النحوي: هذا كتاب ذكرت فيه إعراب ثلاثين سورة من المفصّل بشرح أصول كل حرف، وتلخيص فروعه، وذكرت فيه غريب ما أُشكل منه، وتبيين مصادره، وتثنيته، وجمعه ليكون معونة على جميع ما يرد عليك من إعراب القرآن إن شاء الله، وما توفيقنا إلا بالله | إعراب ثلاثين سورة من القرآن الكريم |

وعلل سبب اختصار الكتاب بقوله 

## مؤلفات أخرى لابن خالويه
المؤلفات المطبوعة
- الألفات
- الحجة في القراءات السبع
- رسالة في أسماء الريح
- شرح ديوان أبي فراس الحمداني
- شرح مقصورة ابن دريد
- ليس في كلام العرب
- مختصر في شواذ القرآن

المؤلفات التي ورد ذكرها في مؤلفات أخرى كمعجم الأدباء و الفهرست و وفيات الأعيان وغيرها
أسماء الله الحسنى - الاشتقاق - الألقاب - الإمامة - الأمالي - البديع في القراءات السبع - الجمل في النحو - شرح ديوان ابن الحايك  - شرح الفصيح - شرح قصيدة في غريب القرآن لنفطويه - شرح كتاب المقصور والممدود لابن ولاد، وغيرها.